# Последњи дани (филм из 2003)
Последњи дани (енгл. Latter Days) је америчка љубавна драма из 2003. која говори о геј вези између повученог мормонског мисионара и његовог младог суседа хомосексуалца. Филм је режирао Си Џеј Кокс, који је написао и сценарио. Главне улоге у филму тумаче Стив Сандвос и Вес Ремзи, док се у споредним улогама појављују Ребека Џонсон, Џеклин Бисет, Мери Кеј Плејс, Амбер Бенсон и други.
Филм је премијерно приказан 10. јула 2003. на Међународном геј и лезбијском филмском фестивалу у Филаделфији, а објављен је у различитим државама САД током наредних 12 месеци. Филм је касније објављен у неколико других земаља и приказан на неколико геј филмских фестивала. То је био први филм који је отворено приказао сукоб између принципа Цркве Исуса Христа светаца последњих дана и хомосексуалности те је његово приказивање у појединим савезним државама било контроверзно. Различите религијске групе претиле су бојкотом уколико филм не буде повучен из биоскопа и видеотека.
Филм је био популаран код посетилаца на геј и лезбијским филмским фестивалима, међутим у северноамеричким биоскопима зарадио је само 834.685 долара, што није било довољно ни да се покрију трошкови продукције, с обзиром на процењени буџет од 850.000 долара. Године 2004, писац Т. Фабрис је адаптирао сценарио филма у роман, који је објавила издавачка кућа Alyson Publications.

## Радња
Арон Дејвис (Стив Сандвос), млади мормон из Покатела, заједно с још три мисионара долази у Лос Анђелес да шири мормонску веру. Њих тројица се усељавају у стан који се налази одмах поред стана у коме живе младић Кристијан Маркели (Вес Ремзи), који је декларисани геј, и његова цимерка Џули (Ребека Џонсон), која сања да постане певачица. Кристијан и Џули раде као конобари у ресторану Код Лиле енгл. Lila's, који је у власништву пензионисане глумице Лиле Монтан (Џеклин Бисет).
Кристијан склапа опкладу с осталим радницима у ресторану да може да заведе једног од мормона, и ускоро схвата да је Арон, најнеискуснији мисионар, прикривени хомосексуалац. Арон и Кристијан се упознају након неколико сусрета у стамбеном комплексу у којем живе. Када се Кристијан случајно посече металним цревом, Арон му помаже у затвореном простору и чисти му рану. Кристијан тада покушава да заведе Арона, али неодлучни мормон постаје узнемирен Кристијановом примедбом да секс „не мора ништа да значи“. Арон га оптужује да је „плитак“ и одлази. Забринут да би оно што је рекао Арон могло бити тачно, Кристијан се придружује пројекту Angel Food и почиње да разноси оброке за особе које болују од Сиде.
Мисионар Пол Рајдер (Џозеф Гордон-Левит), Аронов колега, доживљава бициклистичку несрећу и Арон му одлази у посету. По повратку у стан, растројени Арон среће Кристијана који покушава да га утеши загрљајем. Не успевши да исконтролишу своја осећања, њих двојица се на крају љубе, не приметивши улазак Аронових цимера. Након овога, Арона шаљу кући, што доводи до сукоба између Кристијана и Рајдера, који је љут јер мисли да је Кристијан без разлога искварио Арона. Кристијан признаје да је у почетку само желео да освоји опкладу, али да се „више не ради о томе“. Препознавши Кристијанову узнемиреност, Рајдер му говори да Аронов лет има паузу од пет сати у Солт Лејк Ситију.
Кристијан затиче Арона како стоји у снегу испред аеродрома, а затим му признаје своју љубав. Упркос својим страховима, Арон такође признаје сопствена осећања Кристијану. Пошто су сви летови отказани због снежне олује, Кристијан и Арон проводе заједно ноћ у мотелу. Кристијан се ујутро буди и установљава да је Арон већ нестао. Проналази само његов џепни сат. Након тога, Кристијан се враћа у Лос Анђелес. У Ајдаху, Арон је изопштен из цркве од стране црквених старешина, које предводи његов отац Фарон (Џим Ортлиб). Отац га одбацује а мајка (Мери Кеј Плејс) критикује, говорећи му да треба да се моли за опроштај. Када јој Арон каже да би могао бити геј, мајка га шамара. Очајан, Арон покушава да изврши самоубиство. Родитељи га затим шаљу у установу како би се „излечио од хомосексуалности“.
Кристијан очајнички покушава да пронађе Арона и успева да сазна његову кућну адресу и број телефона. Аронова мајка му говори: „Захваљујући теби, мој син је себи исекао вене. Захваљујући теби изгубила сам сина“. Верујући да је Арон мртав, Кристијан проводи наредних неколико дана непрестано размишљајући о њему. Џули открива Кристијанов дневник на мобилном телефону и чита део о његовим осећањима према Арону, који користи као основу за своју нову песму. Кристијан путује у Ајдахо, где у сузама враћа Аронов сат његовој мајци. Током сусрета са Џули, она му стидљиво показује свој нови видео, који га узнемирује јер схвата да је део текста узет из његовог личног дневника. Џули му говори како се надала да ће нешто добро произаћи из тога.
У установи у којој се налазио, Арон на телевизији гледа нови видео за песму коју је написала Џули. Видео га мотивише да се врати у Лос Анђелес и потражи Кристијана. Међутим, по доласку у његов стан, разочара се када му странац отвори врата. Мислећи да се Кристијан вратио свом старом начину живота и немајући где друго да оде, Арон одлази у ресторан Код Лиле, пошто се за време свог мисионарског рада спријатељио с власницом ресторана. Тамо среће Кристијана који је пресрећан што га види живог. Њих двојица се мире и касније прослављају Дан захвалности заједно с осталим радницима у ресторану.

## Ликови и глумци
- Стив Сандвос игра Арона Дејвиса. Арон је млади мормон из Покатела у Ајдаху, који се заљубљује у Кристијана и мора да изабере између своје сексуалности и цркве. Продуценти су на аудицији одгледали велики број људи пре него што су изабрали Сандвоса, рекавши да их је он „одувао“.[3]
- Вес Ремзи игра Кристијана Маркелија. Кристијан ужива у забавама и жели да једном постане глумац. Међутим, када се заљуби у Арона, његово схватање среће и смисла живота се у потпуности мења. Ремзи је о својој улози рекао: „Лик Кристијана је за мене био интригантан на толико нивоа. Био сам веома узбуђен и осећам се благословљеним што имам прилику да испричам ту причу кроз његове очи.“[3]
- Ребека Џонсон игра Џули Тејлор, Кристијанову цимерку, која жели да се пробије у музичком свету и на свом путу случајно помаже Кристијану да реши своје проблеме.
- Амбер Бенсон тумачи лик Трејси Левајн. Трејси се преселила из Њујорка у Лос Анђелес у намери да постане глумица, а издржава се радећи у ресторану Код Лиле. Трејси не воли живот у Лос Анђелесу, али касније признаје да јој се ни Њујорк није баш много свиђао.
- Кери Пејтон глуми Ендруа, који такође жели да постане глумац али проводи већину времена у ресторану трачајући и говорећи вицеве. Ендру је дуже време Хив позитиван, али је и даље доброг здравља.

- Џеклин Бисет тумачи лик Лиле Монтан. Лила је власница ресторана Код Лиле, у којем раде Кристијан, Трејси, Џули и Ендру. Њен љубавник је смртно болестан и лежи у болници, али она и даље налази времена да подржи Кристијана и Арона својим духовитим и саркастичним саветима. Бисетова је о својој улози рекла: „Волим хумор, тако да сам заиста уживала радећи све то.“[3]
- Џозеф Гордон-Левит се појављује у улози Пола Рајдера. Рајдер је млади мормонски мисионар који је додељен као партнер Арону. Има оштар карактер и склон је осуђивању туђих поступака. Рајдер није одушевљен Лос Анђелесом, а још мање чињеницом да му у суседству живи хомосексуалац. Гордон-Левит се првобитно пријавио на аудицију за улогу Арона, али због његовог агресивног става према сценарију и доброг смисла за хумор, продуценти су одлучили да је савршен за улогу Рајдера.[3]
- Роб Макелхени игра Хармона. Хармон је вођа мисионара и најстарији међу њима.
- Дејв Пауер игра Гилфорда, Хармоновог мисионарског партнера.
- Ерик Паладино тумачи лик Кита Грифина. Кит је геј мушкарац који умире од Сиде, гушећи се у сопственој горчини и очају све док се не спријатељи с Кристијаном. Кокс је изјавио да Паладинов наступ није био оно што је он првобитно замислио, али да сада не може замислити да друга особа игра Кита.[3]
- Мери Кеј Плејс игра Гледис Дејвис, Аронову јако религиозну мајку која, упркос томе што показује безусловну љубав и наклоност према Арону пре његовог одлазка у Лос Анђелес, не може прихватити чињеницу да јој је син хомосексуалац.
- Џим Ортлиб игра Фарона Дејвиса, Ароновог оца и председника локалног одељења Мормонске цркве у Покателу. Након што сазна да му је син геј, он врши његово изопштење из цркве.
- Линда Пајн игра Сузан Дејвис. Сузан је Аронова сестра и једина из породице која прихвата његову хомосексуалност. У обрисаној сцени, она му говори да његова хомосексуалност није променила ништа у односима између њих. Она такође открива Аронов покушај самоубиства, и у паници, успева да га спаси у последњем тренутку.

## Теме
Си Џеј Кокс је изјавио да је филм првенствено љубавна прича између два лика. Поред тога, филм истражује религијске ставове о хомосексуалности, као и дилему хомосексуалаца верника, разапетих између онога што јесу и онога у шта верују. Документарни филм који обрађује сличне теме и с којим је Latter Days понекад поређен је Trembling Before G-d.
Кокс је такође изјавио да постоји велика иронија, како у филму тако и у стварном животу, да религија која је толико фокусирана на породицу и њен значај разбија многе породице кроз своје учење о хомосексуалности. Кокс због тога верује да неко не може истовремено бити мормон и геј. Ипак, главна тема филма је да постоји основна духовност у свету која превазилази ритуале и догме религије.

## Продукција
Филм је режирао Си Џеј Кокс, који је написао и сценарио. Кокс је након успеха свог претходног сценарија за филм Алабама, слатки доме стекао неопходна финансијска средства и углед који су му омогућили да напише и режира много личнију љубавну причу. Кокс је оба главна лика засновао на себи. Одрастао је у мормонској породици и служио је као мисионар пре него што је саопштио да је геј. У једној својој изјави каже да се често питао шта би ове две половине њега рекле једна другој да се икада сретну.
Latter Days је снимљен на неколико локација у Лос Анђелесу током 24 дана. Буџет филма процењен је на 850.000 долара. Кокс је финансирао потрагу за почетном подршком, а средства су обезбеђена захваљујући приватним инвеститорима. Међутим, финансирање целог филма и поред тога је било веома тешко. Филм је дистрибуисала компанија TLA Releasing, која је изабрана због партнерства с продукцијском кућом Funny Boy Films, специјализованом за садржај са геј тематиком.
Упркос свом мормонском пореклу, Кокс је морао истраживати детаље поступка изопштења, који се одржава по Ароновом повратку у Ајдахо. Бивши мормони су му говорили о својим искуствима и обезбедили прилично тачан опис поступка. Кокс такође наводи да је искусна глумица Џеклин Бисет дала вредне предлоге за побољшање приче.
Аудиција за два главна глумца није била фокусирана на њихову сексуалност, него на њихову способност „да покажу рањивост“. DVD издање филма садржи додатак иза сцене у којем глумац Стив Сандвос објашњава да није хтео да игра своју улогу као геј улогу, а Вес Ремзи истиче да је љубавни аспект филма за њега био одвојен од пола главних ликова. Због неколико нагих сцена и сцена љубљења, Latter Days је дистрибуисан под ознаком NR (Not Rated).

## Музика
Ерик Аламан је после завршетка снимања компоновао већи део музике за филм. Неколико сцена које карактерише брз пролазак времена, као што је Кристијанова очајничка потрага за Ароном на Аеродрому Солт Лејк Сити, праћено је музиком у техно стилу, док сцене с емоционалним садржајем прати музика у ambient 'tronica стилу. Си Џеј Кокс је написао три песме које је требало да пева Ребека Џонсон: More, Another Beautiful Day и Tuesday 3:00 a.m.. Аламан је био импресиониран Коксовим музичким талентом, и обојица су компоновала још песама као позадинску музику.
Званични албум са музиком из филма издат је 26. октобра 2004. Из уговорних разлога, Ребека Џонсон се није појавила на албуму, а њене песме је изводила Нита Витакер.

## Премијера и контроверзе
је премијерно приказан на Међународном геј и лезбијском филмском фестивалу у Филаделфији, 10. јула 2003. Филм је након приказивања добио овације публике, а када су глумци изашли на позорницу поново су добили овације. Сличан пријем код публике филм је имао и на Аутфесту недељу дана касније, као и на Међународном филмском фестивалу у Палм Спрингсу. Филм је такође приказан на филмским фестивалима у Сијетлу и Вашингтону, пре него што се почело с његовом дистрибуцијом широм Сједињених Америчких Држава током наредних 12 месеци. Касније је филм дистрибуисан у неколико других земаља и приказан на бројним геј филмским фестивалима, између осталих и у Барселони, Мадриду (где је такође био популаран код фестивалске публике) и Мексико Ситију. Latter Days је добио укупно девет награда за најбољи филм.
Ланац биоскопа Madstone Theaters, у чијем се саставу налази девет биоскопа широм државе, забранио је приказивање филма уз образложење да филм „не одговара нашим уметничким стандардима“. Иако је првобитно било предвиђено да се филм приказује у њиховим биоскопима, компанија је касније била под притиском конзервативних група које су претиле бојкотом и протестима уколико филм буде приказан. У 19 биоскопа у Северној Америци, филм је зарадио 834.685 долара, и по заради је најуспешнији филм дистрибутера TLA Releasing.

## Пријем

### Критике
Сајт Rotten Tomatoes известио је на основу узорка од 46 појединачних критика, да је 43% његових корисника дало филму позитивне критике, с просечном оценом 5,4 од 10. Френк Шек, критичар листа Холивуд репортер, написао је: „Коксов сценарио, иако повремено пати од клишеа карактеристичних за многе филмове са геј тематиком, углавном третира свој необични предмет с достојанством и сложеношћу“. Филмски критичар Роџер Иберт дао је филму две и по од четири звездице, уз опаску: „филм је могао да буде или геј љубавна прича или напад на Мормонску цркву, али је незгодна комбинација то што покушава да буде обоје у исто време“. Мајкл Вилмингтон из листа Чикаго трибјун оценио је да је „филм често кичаст и извештачен попут филма Алабама, слатки доме“.
Критичарка листа Торонто сан Лиз Браун прокоментарисала је да је Latter Days „најважнији геј филм у последњих неколико година“. Кевин Томас из листа Лос Анђелес тајмс такође је филму дао позитивне критике, говорећи: „на тренутке романтичан, приземан и друштвено критичан, Latter Days је динамичан филм пун хумора и патетике“. Гери Бухер, уредник који је радио за мормонску ЛГБТ организацију Affirmation, рекао је: „филм је био толико реалистичан да је то застрашујуће. Осећао сам се изложеним док су се детаљи о мојим искуствима и искуствима других које познајем дрско ширили великом екраном и постајали доступни свима који су гледали“.

### Награде
| Награде                                                           | Награде         | Награде                     | Награде |
| Фестивал                                                          | Награда         | Категорија                  |         |
| ----------------------------------------------------------------- | --------------- | --------------------------- | ------- |
| 21. Лезбијски и геј филмски фестивал у Лос Анђелесу               | Награда публике | Најбољи први наративни филм |         |
| 9. Међународни геј и лезбијски филмски фестивал у Филаделфији     | Награда публике | Најбољи филм                |         |
| 13. Геј и лезбијски филмски фестивал у Вашингтону                 | Награда публике | Најбољи филм                |         |
| 8. Геј и лезбијски филмски фестивал у Сијетлу                     | Награда публике | Најбољи наративни филм      |         |
| 11. Филмски фестивал Имиџаут у Рочестеру                          | Награда публике | Најбољи независни филм      |         |
| 14. Геј и лезбијски филмски фестивал                              | Награда публике | Најбољи филм                |         |
| 17. Геј и лезбијски филмски фестивал у Конектикату                | Награда публике | Најбољи филм                |         |
| 14. Лезбијски и геј филмски и видео фестивал Инсајд аут у Торонту | Награда публике | Најбољи филм или видео      |         |
|Lesgaicinemad (Геј и лезбијски филмски фестивал у Мадриду)                      | Награда публике | Најбољи филм                |         |
| Геј и лезбијски филмски фестивал у Хонгконгу                      | Награда публике | Фаворит публике             |         |
| Новозеландски геј и лезбијски филмски фестивал                    | Награда публике | Најбољи филм                |         |

## Роман
Године 2004. писац Т. Фабрис адаптирао је сценарио филма у истоимени роман који је објавила издавачка кућа . Књига углавном прати филм, али садржи неколико додатних делова који објашњавају збуњујуће аспекте филма и дају већу позадину ликовима. На пример, разлог због којег Рајдер говори Кристијану где може пронаћи Арона је тај што је и њему сломљено срце због девојке у коју се заљубио док је био на обуци за мисионарски рад. У роману се може прочитати и дијалог који је изостављен из филма.

## Издања у другим земљама
У Француској, Latter Days је дистрибуисан под називом La Tentation d'Aaron, а омот DVD издања приказује Арона нагог и у сугестивној пози. Објављен је и нови трејлер који је садржавао знатно више сексуалног садржаја него оригинал. У Италији, Latter Days је дистрибуисала компанија Fourlab. Филм је објављен под називом Inguaribili Romantici. Филм је прво приказан на претплатничком телевизијском каналу, а затим је изашло DVD издање. Latter Days је такође синхронизован на италијански језик.